# Melgarve

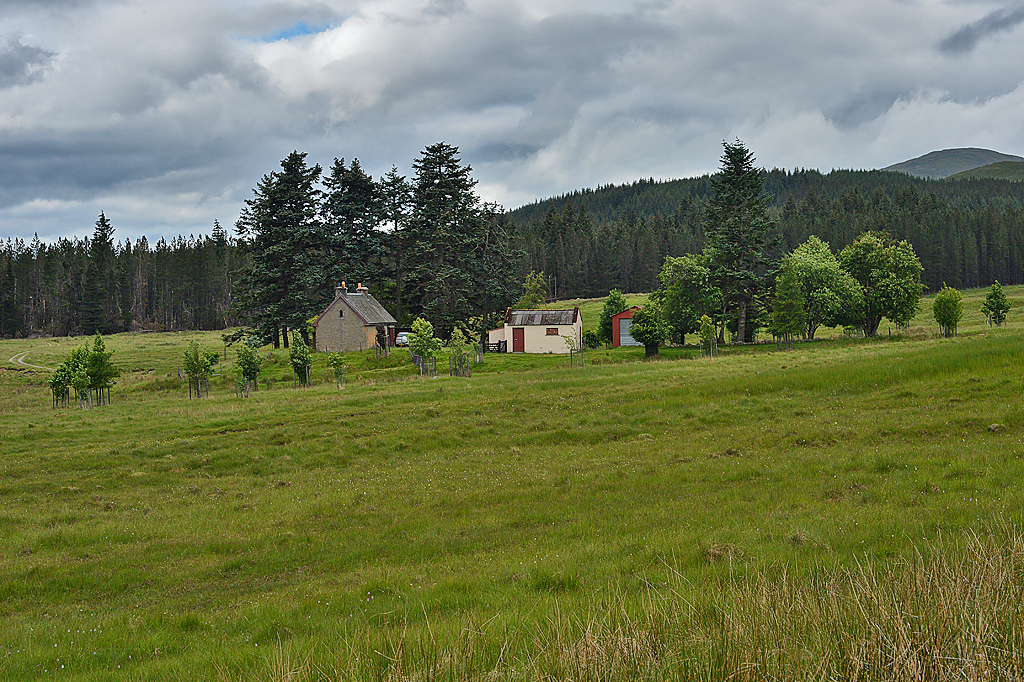
Hof in Melgarve

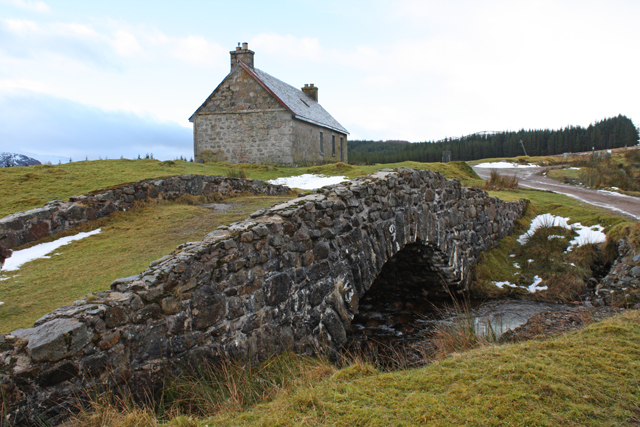
Einzelhaus und Drummin Bridge

Melgarve ist eine kleine Ortschaft, die im Norden von Schottland zwischen Perth im Südosten und Inverness im Norden im Süden der Council Area Highland liegt. Im Rahmen der historischen Gliederung Schottlands in Civil Parishes zählt es zu Laggan, das zu Perthshire gehörte.

## Geographie
Melgarve liegt im ländlichen Raum, etwas erhöht über dem linken Ufer des obersten Abschnittes des Flusses Spey.

## Historisches
Nördlich des Ortes verlief eine, heute nicht mehr für den regulären Verkehr nutzbare Straße, die 1731 unter George Wade errichtet worden war, um Truppen zwischen Dalwhinnie und Fort Augustus bewegen zu können. Der hier beginnende und zum Corrieyairack Pass führende Abschnitt, die Corrieyairack Pass Military Road wurde 1994 als Scheduled Monument eingestuft. Zwei Brücken, die in diesem Zusammenhang erbaut wurden und die über kleine Bäche führen, sind unter Denkmalschutz gestellt worden. Es sind die Drummin Bridge, die seit 1971 als Listed Building der Kategorie B ausgewiesen ist sowie die namenlose Bridge over Allt Feith a’ Mhoraire über den Bach Allt Feith a’ Mhoraire, seit 1986 in derselben Kategorie.